# Archidiocèse d'Agaña
 (mai 2021).
Si vous disposez d'ouvrages ou d'articles de référence ou si vous connaissez des sites web de qualité traitant du thème abordé ici, merci de compléter l'article en donnant les références utiles à sa vérifiabilité et en les liant à la section « Notes et références ».
L'archidiocèse d'Agaña (en latin Archidiœcesis Aganiensis ; en espagnol Arquidiócesis de Agaña ; en anglais the Roman Catholic Archdiocese of Agaña) est un territoire ecclésiastique de l'église catholique à Guam.
Il est dirigé par un archevêque dont la cathédrale est la Dulce Nombre de Maria Cathedral-Basilica à Hagåtña.
Ce diocèse est membre de la Conférence épiscopale du Pacifique (CEPAC).
La première église est établie à Guam le 15 juin 1668 par les missionnaires hispano-philippins Diego Luis de San Vitores et Pedro Calungsod. Elle faisait alors partie du diocèse de Cebu.
Le 14 octobre 1965, le Vatican érige le vicariat apostolique de Guam en Diocèse, sous la juridiction de l'archidiocèse de San Francisco.
Le 8 mars 1984, le diocèse est érigé en archidiocèse, devenant ainsi autonome de celui de San Francisco, par la bulle papale de Jean-Paul II Compertum quidem. 
En 2019, Anthony Sablan Apuron, archevêque d'Agaña, est condamné pour abus sur mineurs.